# はじめまして ジューク・ボックスです
『はじめまして ジューク・ボックスです』は、1970年12月25日に発売された、ジューク・ボックスのオリジナルアルバムである。

## 概要
ジャケットに写っている赤い車はBMWのイセッタ。
2022年3月時点で未CD化。

## 収録曲
- SIDE A

1. トーク （はじめまして……）
2. LOVE GROWS
原曲歌唱：エジソン・ライトハウス（英語版）
3. I'LL NEVER FALL IN LOVE AGAIN
原曲歌唱：バート・バカラック
4. トーク （カオルのこと）
5. LET IT BE
原曲歌唱：ビートルズ
6. トーク （アッキとピピのこと）
7. 日曜日はとびだそう
8. トーク （これもんの話）

- SIDE B

1. 海に沈めて
2. さよならの祈り
3. トーク （ジュークもしんみり）
4. 詩朗読・この寂しさは
5. IT'S ONLY MAKE BELIEVE
原曲歌唱：コンウェイ・トゥイッティ（英語版）
6. 青春は帰らず